# EasyJet Switzerland
Easyjet Switzerland SA (Eigenschreibweise: easyJet Switzerland) ist eine Schweizer Fluggesellschaft mit Sitz in Meyrin und Basis auf dem Flughafen Basel-Mülhausen und dem Flughafen Genf. easyJet besitzt 49 % der Unternehmensanteile. Die Schweizer Fluggesellschaft führt unter der Franchise der Muttergesellschaft Flüge durch; eine Flugbuchung direkt bei easyJet Switzerland ist nicht möglich.

## Geschichte
easyJet Switzerland entstand aus der Schweizer Fluggesellschaft TEA Switzerland, an der easyJet 1999 eine Beteiligung erwarb. Durch die bilateral vereinbarten Freiheiten der Luft hätte die britische Muttergesellschaft sonst keine Flüge von der Schweiz in andere Nicht-EU-Länder durchführen können.
easyJet hält 49 % der easyJet-Switzerland-Anteile und eine Option auf die verbliebenen 51 % zu einem symbolischen Preis. Die anderen Aktionäre erhalten zudem keine Dividende, so dass das Unternehmen praktisch durch easyJet beherrscht wird.
Ende März 2020 stellte easyJet wegen der COVID-19-Pandemie den Flugbetrieb vorübergehend ein. Nachdem der Flugbetrieb wieder aufgenommen worden war, musste er im Herbst 2020 wieder etwas reduziert werden. Als eine der Auswirkungen der Pandemie wurde die Flotte in Basel von 12 auf 10 Flugzeuge reduziert, während die 15 Flugzeuge in Genf beibehalten wurden.
Im Juni 2023 suchte EasyJet Switzerland das Personal, um die Flotte in Genf um zwei, in Basel um ein Flugzeug erweitern zu können.

## Flugziele
easyJet Switzerland fliegt im Streckennetz der Muttergesellschaft easyJet.

## Flotte
Mit Stand April 2025 besteht die Flotte der easyJet Switzerland aus 31 Flugzeugen mit einem Durchschnittsalter von 9,0 Jahren:
| Flugzeugtyp     | aktiv | bestellt | Anmerkungen                                 | Sitzplätze | Durchschnittsalter |
| --------------- | ----- | -------- | ------------------------------------------- | ---------- | ------------------ |
| Airbus A320-200 | 24    | 0        | 15 mit Sharklets ausgestattet; drei inaktiv | 186        | 10,6 Jahre         |
| Airbus A320neo  | 07    | 0        |                                             | 186        | 03,6 Jahre         |
| Gesamt          | 31    | -        |                                             |            | 09,0 Jahre         |

### Aktuelle Sonderbemalungen
| Flugzeugtyp    | Luftfahrzeugkennzeichen     | Bemalung           | Zeitraum | Bild |
| -------------- | --------------------------- | ------------------ | --- | --- |
| Airbus A320neo | HB-AYE HB-AYN HB-AYO HB-AYQ | „NEO“              | HB-AYE: seit November 2021 HB-AYN: seit November 2021 HB-AYO: seit November 2021 HB-AYQ: seit Dezember 2021 | |
| Airbus A320neo | HB-AYM                      | „Basel / Mulhouse“ | seit Dezember 2024                                                                                          | Bild gesucht Die Wikipedia wünscht sich an dieser Stelle ein Bild. Weitere Infos zum Motiv findest du vielleicht auf der Diskussionsseite . Falls du dabei helfen möchtest, erklärt die Anleitung , wie das geht. |

### Ehemalige Flugzeugtypen
In der Vergangenheit setzte easyJet Switzerland unter anderem folgende Flugzeuge ein:
| Flugzeugtyp     | Einsatzjahre  |
| --------------- | ------------- |
| Airbus A319-100 | 2003 bis 2023 |
| Boeing 737-300  | 1998 bis 2003 |